# Aenigmabonus
Aenigmabonus is een geslacht van weekdieren uit de klasse van de Gastropoda (slakken).

## Soort
- Aenigmabonus kurilokamtschaticus Moskalev, 1978